# Барбіон замбійський
Барбіон замбійський (Pogoniulus makawai) — вид дятлоподібних птахів родини лібійних (Lybiidae).

## Поширення
Ендемік Замбії. Відомий з єдиного зразка, зібраного у 1964 році мозамбіцьким орнітологом Джалі Макава біля річки Майо на північному заході країни.